# Kisszőlős
Kisszőlős is een plaats (község) en gemeente in het Hongaarse comitaat Veszprém. Kisszőlős telt 132 inwoners (2006).